# Aventures à Paris
Ne doit pas être confondu avec Aventure à Paris.
Pour plus de détails, voir Fiche technique et Distribution.
Aventures à Paris ou Passeport pour Paris au Québec (Passport to Paris) est un film américain réalisé par Alan Metter et sorti en 1999 directement en vidéo.

## Synopsis
Mélanie et Allyson Porter sont des collégiennes Californiennes, sœurs jumelles de 13 ans, qui s'intéressent surtout à la mode et aux garçons. Pour l'heure, leur principale préoccupation est le grand bal du collège. Elles ont chacune un petit ami attitré mais aucun des garçons n'est capable de les distinguer.
À mille lieues de ces soucis, leur mère, Barbara, prépare de futures vacances parisiennes…

## Fiche technique
- Titre original : Passport to Paris
- Titre français : Aventures à Paris
- Titre québécois : Passeport pour Paris
- Réalisation : Alan Metter
- Scénario : Elizabeth Kruger, Craig Shapiro
- Montage :
- Musique :
- Production : Megan Ring, Neil Steinberg, Mary-Kate et Ashley Olsen (production exécutive)
- Sociétés de production : Dualstar Entertainment, Tapestry Films
- Société de distribution : Warner Bros.
- Budget :
- Pays d’origine :  États-Unis
- Langue originale : anglais
- Genre : comédie
- Durée : 87 minutes
- Dates de sortie :
  -  États-Unis : 9 novembre 1999 (directement en vidéo)
  -  France : 15 octobre 2003 (directement en vidéo)

## Distribution
Légende : Version Québécoise = V.Q.
- Mary-Kate Olsen (V.Q. : Kim Jalabert) : Melanie Porter
- Ashley Olsen (V.Q. : Bianca Gervais) : Allyson Porter
- Doran Clark : Barbara
- Peter White (V.Q. : Claude Préfontaine) : Edward
- Matt Winston (V.Q. : François Godin) : Jeremy Bluff
- Yvonne Sciò (V.Q. : Isabelle Leyrolles) : Brigitte
- Brocker Way (V.Q. : Lawrence Arcouette) : Jean
- Ethan Peck : Michel
- François Girodey : Henri
- Jon Menick : François
- Matt McCoy (en) : Jack Porter
- Robert Martin Robinson : De Beauvoir